# Bohlmann-Rahtz-Synthese
Die Bohlmann-Rahtz-Synthese ist eine Namensreaktion in der Organischen Chemie. Die Reaktion ist nach ihren Entdeckern benannt, den deutschen Chemikern Ferdinand Bohlmann (1921–1991) und Dieter Rahtz (* 1925).
Dabei wird an einen 3-Aminocrotonsäureester (z. B. 1) entweder ein
- Alkinylalkylketon 2a addiert oder mit einem

- β-Diketon 2b unter Wasserabspaltung zum Zwischenprodukt 3 umgesetzt:

Die offenkettige Verbindung 3 cyclisiert beim Erwärmen unter Wasserabspaltung und Aromatisierung zu dem substituierten Ester 4 der Nicotinsäure.

## Weiterführende Literatur
- Christophe Allais, Jean-Marie Grassot, Jean Rodriguez, and Thierry Constantieux: Metal-Free Multicomponent Syntheses of Pyridines, Chemical Reviews (2014) 114, 10829–10868; doi:10.1021/cr500099b